# 陳文騄
陳文騄（1840年—1904年），字仲英，號壽民，湖南祁陽人，中國清朝官員。

## 生平
同治九年（1870年）鄉試中舉人，十三年（1874年）中進士，改庶吉士，授翰林院編修。光緒十年（1884年）任金華知府，光緒十四年（1888年）調杭州，因丁憂服闕。光緒十八年（1892年）任台北府知府。光緒二十年（1894年）奉旨擔任按察使銜分巡台灣兵備道。光緒二十一年（1895年）清廷割福建臺灣省予日本，故內渡中國大陸，任安徽太平府知府。光緒二十八年（1902年）督辦皖北牙釐總局。光緒三十年（1904年）病卒，享壽六十五。
工詩，有《養福齋集》，另編有《陳氏清勞錄》。